# Рустик (мученик)
Русти́к — пресвитер, раннехристианский святой, почитаемый как священномученик.
Согласно преданию, святитель Дионисий отправился с проповедью в западные страны, сопровождаемый пресвитером Рустиком и диаконом Елевфе́рием. Многих он обратил ко Христу в Риме, а затем в Германии и Испании. В Галлии, во время преследования христиан языческими властями, все три исповедника были схвачены и ввергнуты в темни́цу. За распространение христианства и нежелание отречься от Христа все они, по приказанию правителя Галлии, Сисиния, были подвергнуты жестоким истязаниям, а затем обезглавлены (усечены мечом).
Энциклопедический словарь Брокгауза и Ефрона указывает, что это произошло «по одним известиям, при Валериане, в 253—260 годах, а по другим — при Максимиане Геркулии, в 286—292 годах». Русская православная церковь принимает датировку второй половиной III века.
Память Рустика отмечается Православными церквями 3 октября по юлианскому календарю (16 октября по новому стилю), а Католической церковью — 9 октября.

## Интересные факты
В 2008 г. Посольство Франции в России подарило Свято-Данилову монастырю икону святого мученика Рустика Парижского в честь 25-летия возрождения обители.
При произношении имени мученика зачастую допускается распространённая ошибка: вместо верного ударения на последнем слоге оно делается на первом.